# 安娜·埃贝尔
安娜·埃贝尔 CC OQ（1916年8月1日—2000年1月22日），加拿大法语作家、诗人。其父莫里斯·埃贝尔、其表兄克托尔·圣丹尼·斯加诺均为作家兼文论家。1939年首次在《法语加拿大》杂志上发表诗作，1943年首部诗集《平衡的幻梦》问世。其诗多反映家庭生活，具有忧伤的情调。1970年发表的《卡穆拉斯卡庄园》根据一桩谋杀案写成，是其长篇小说代表作。埃贝尔曾三度获加拿大文学最高奖项总督奖。1960年當選為加拿大皇家學會院士。